# Gracias Totales - Soda Stereo
Gracias Totales - Soda Stereo fue una serie de conciertos de los dos integrantes restantes de la banda de rock argentina Soda Stereo y un conjunto de artistas invitados. La gira marca la primera vez que el bajista Zeta Bosio y el baterista Charly Alberti se presentan en vivo desde la muerte de su vocalista y guitarrista Gustavo Cerati. Comenzó el 29 de febrero de 2020 en el Estadio El Campín de Bogotá, Colombia, y terminó  el 2 de junio de 2022 en la Arena Roberto Durán de Ciudad de Panamá, Panamá.
La gira, considerada como la despedida definitiva de la banda, fue anunciada a través de un video y una carta a sus seguidores en sus redes sociales. Estaba prevista para visitar once países de  América durante 2020, sin embargo, en vista de los eventos derivados por la pandemia de COVID-19, debió ser suspendida, con algunos de los conciertos reprogramados para 2021 y 2022.

## Antecedentes
En junio de 2007, diez años después de que Soda Stereo realizara su último espectáculo en vivo, la banda anunció una gira de reencuentro, llamada Me Verás Volver. La gira, llamada por Cerati "un buen momento para celebrar los diez años", los vio tocando sus éxitos en estadios y arenas, y recorrió las Américas dando 22 conciertos entre octubre y diciembre de 2007. Una vez terminada, los músicos volvieron a sus actividades personales, retomando sus carreras por separado en 2008, con conversaciones de repetir la experiencia cada cinco años, o grabar un nuevo álbum.
En 2008, Charly Alberti se unió a The Clima Project, iniciativa del exvicepresidente de los Estados Unidos y activista ambiental Al Gore, y fue nombrado su vocero para Hispanoamérica. Durante el mismo año, Zeta Bosio incursionó como disc-jockey girando por las Américas en pubs y discotheques. En 2009, Gustavo Cerati lanzó Fuerza Natural, su quinto álbum solista. La Gira Fuerza Natural planeaba visitar las Américas y Europa entre noviembre de 2009 y octubre de 2010. Sin embargo, el 15 de mayo de 2010, Cerati sufrió un accidente cerebrovascular tras un concierto en Caracas, Venezuela, que obligó a cancelar la manga europea de la gira, y lo mantuvo en coma hasta su muerte, el 4 de septiembre de 2014. Sus compañeros de banda reaccionaron comentando que "en realidad no se fue, se queda, y al tener la música para recordar, va a estar siempre presente".
En junio de 2015, la compañía circense canadiense Cirque du Soleil anunció planes para una producción basada en la música de Soda Stereo. El espectáculo había comenzado a planearse en 2013, mientras Cerati estaba aún en coma, y contó con la aprobación de su familia. Llamado Séptimo Día - No Descansaré, fue descrito por Bosio como "un homenaje a las viejas canciones de Soda". Se estrenó en marzo de 2017 en Buenos Aires, y luego visitó el resto del continente hasta septiembre de 2018. El álbum con la banda sonora del espectáculo se lanzó en marzo de 2017, y obtuvo la certificación de disco de platino por sus ventas en Argentina. En noviembre de 2017, la banda británica Coldplay cerró su gira A Head Full of Dreams Tour en Buenos Aires interpretando 
«De música ligera».
La experiencia con el Cirque du Soleil y la sensación que "el cariño de la gente nunca se fue, es más, se incrementó tremendamente", hizo considerar a Alberti y Bosio la idea de volver a tocar una última vez juntos, que comentaron por primera vez en 2018, mencionando a Benito Cerati, hijo de Gustavo Cerati, como un posible cantante, y a Simón Bosio, hijo de Zeta Bosio, como cuarto integrante. La idea inicialmente fue rechazada por Cerati a través de su cuenta de Twitter. Una vez terminadas las funciones de Séptimo Día - No Descansaré, Alberti y Bosio decidieron comenzar a trabajar en el proyecto en privado, con la asistencia del sonidista Adrián Taverna, y sólo unos pocos cercanos asistiendo a los ensayos y mesas de trabajo para discutir qué hacer, qué tocar y a quiénes invitar.
En septiembre de 2019, el periodista argentino Ángel de Brito aseguró que Soda Stereo volvería a tocar en vivo, con Chris Martin de Coldplay y Bono de U2 en el lugar de Cerati. La información causó revuelo en redes sociales, sin generar comentarios en Alberti y Bosio.

## Desarrollo

### Anuncio de la gira
El 3 de octubre de 2019, las redes sociales de Soda Stereo publicaron un video donde se ve a Bosio y Alberti entrar a una sala de ensayo, tomar sus instrumentos y empezar a tocar los primeros cuatro compases de «Hombre al agua». Más tarde, se publicó una carta firmada por ambos, junto al afiche de un nuevo espectáculo, llamado Gracias Totales - Soda Stereo. Junto al anuncio, se reveló que los músicos serían acompañados por diversos cantantes tanto en vivo como a través de videos pregrabados, entre los que se mencionan a Richard Coleman,  Andrea Echeverri de Aterciopelados, Chris Martin de Coldplay, Adrián Dárgelos de Babasónicos, Rubén Albarrán de Café Tacvba, Álvaro Henríquez de Los Tres, Mon Laferte y Benito Cerati.
El anuncio causó diversas reacciones entre el público y figuras cercanas a Cerati, con algunos llamándolo "estafa" por no tener a todos los artistas invitados en vivo, haciendo hincapié en la ausencia del vocalista de Coldplay Chris Martin. El músico argentino Leo García, que participó como invitado de la banda en Me Verás Volver, y también en álbumes y giras solistas de Cerati, comentó que "para mí Soda murió cuando se murió Cerati. Para mí no existe Soda Stereo sin Gustavo", comparando la iniciativa a una banda tributo. Christian Powditch, compañero de banda de Cerati en el grupo Plan V, declaró "No sean ridículos, Soda es Gustavo, punto". Alberti y Bosio fueron enfáticos en decir que el espectáculo "no es la vuelta de Soda Stereo", ni un homenaje o un tributo, sino una celebración, y que Cerati es irremplazable.

### Inicio de la gira, dificultades y suspensión
Antes del inicio de la gira, el cronograma original sufrió modificaciones. El concierto en Santiago, agendado para el 7 de marzo de 2020, tuvo que postergarse a mayo debido a las protestas que se desarrollaron desde octubre de 2019.
La gira inició el 29 de febrero de 2020 en el Estadio El Campín de Bogotá, Colombia, para posteriormente presentarse el 3 de marzo de 2020 en el Estadio Nacional de Lima, Perú. El paso de la gira por México enfrentó dificultades. A 48 horas del concierto en Tijuana, el show fue cancelado alegando "incumplimiento de condiciones técnicas y otras por parte del productor local de Tijuana, que imposibilitan la correcta realización del espectáculo". Adicional a esto, el show de la ciudad de Guadalajara del día 10 de marzo de 2020, programado para el Estadio Tres de Marzo, fue cambiado al Auditorio Telmex, con una capacidad menor, indicando que la decisión se tomó "para garantizar que los asistentes tengan mayor comodidad y puedan disfrutar al máximo todas las emociones de este espectáculo multimedia".
El 12 de marzo de 2020, ante la emergencia que significa la pandemia por Coronavirus, el Gobierno de la Ciudad de Buenos Aires decidió suspender todos los eventos masivos culturales y deportivos con público, lo que causó que los conciertos que la banda tenía agendados en la ciudad fueran postergados. Al día siguiente, se anunció la suspensión de todos los conciertos restantes hasta nuevo aviso. En un comunicado, la banda aseguró que "queremos cuidar a nuestro público, artistas y equipo de trabajo, y cumplir con las medidas que están tomando los gobiernos de la región". En abril se anunció que los conciertos en Buenos Aires tendrían lugar en marzo de 2021, pero debido a la suspensión de eventos vigente, fueron reprogramados nuevamente para diciembre del mismo año. Los conciertos restantes fueron reprogramados para 2021 y 2022, mientras que algunos fueron cancelados.

## Grabación
Los conciertos en el Campo Argentino de Polo de Buenos Aires el 18 y 19 de diciembre de 2021 fueron grabados de forma profesional para su lanzamiento posterior. La película documental Gracias Totales | Soda Stereo, que registró ambos conciertos, fue dirigida por Alejandro Rall, y estrenada en la plataforma Star+ el 23 de septiembre de 2022.

## Lista de canciones
La siguiente lista de canciones corresponde al concierto realizado el 29 de febrero de 2020 en Bogotá. No representa todos los conciertos de la gira.
1. «Sobredosis de TV»
2. «Hombre al agua» (con Richard Coleman)
3. «Disco eterno» (con León Larregui)
4. «El Rito» (con Álvaro Henríquez)
5. «Lo que sangra (La cúpula)» (con Rubén Albarrán)
6. «Signos» (con Julieta Venegas)
7. «Juego de seducción» (con Walas)
8. «Zoom» (con Benito Cerati)
9. «Trátame suavemente» (con Adrián Dárgelos)
10. «En la ciudad de la furia»
11. «En remolinos» (con Draco Rosa)
12. «Pasos» (con Andrea Echeverri)
13. «Cuando pase el temblor» (con Gustavo Santaolalla)
14. «Fue»
15. «Un millón de años luz» (con Mon Laferte)
16. «Persiana americana» (con Fernando Ruiz Díaz)
17. «Prófugos» (con Juanes)

Bis
1. «Primavera 0»
2. «De música ligera» (con Chris Martin)

## Fechas
| Fecha                   | Ciudad           | País                 | Lugar                     |
| América                 | América          | América              | América                   |
| ----------------------- | ---------------- | -------------------- | ------------------------- |
| 29 de febrero de 2020   | Bogotá           | Colombia             | Estadio El Campín         |
| 3 de marzo de 2020      | Lima             | Perú                 | Estadio Nacional del Perú |
| 10 de marzo de 2020     | Guadalajara      | México               | Auditorio Telmex          |
| 12 de marzo de 2020     | Ciudad de México | México               | Foro Sol                  |
| 18 de diciembre de 2021 | Buenos Aires     | Argentina            | Campo Argentino de Polo   |
| 19 de diciembre de 2021 | Buenos Aires     | Argentina            | Campo Argentino de Polo   |
| 27 de febrero de 2022   | Miami            | Estados Unidos       | FTX Arena                 |
| 3 de marzo de 2022      | Los Ángeles      | Estados Unidos       | The Forum                 |
| 9 de marzo de 2022      | Ciudad de México | México               | Palacio de los Deportes   |
| 11 de marzo de 2022     | Monterrey        | México               | Arena Monterrey           |
| 16 de abril de 2022     | La Romana        | República Dominicana | Altos de Chavón           |
| 3 de mayo de 2022       | Santiago         | Chile                | Estadio Monumental        |
| 13 de mayo de 2022      | Asunción         | Paraguay             | SND Arena                 |
| 17 de mayo de 2022      | Buenos Aires     | Argentina            | Movistar Arena            |
| 2 de junio de 2022      | Ciudad de Panamá | Panamá               | Arena Roberto Durán       |

### Conciertos cancelados
| Fecha                | Ciudad     | País           | Lugar                  | Razón                                |
| -------------------- | ---------- | -------------- | ---------------------- | ------------------------------------ |
| 8 de octubre de 2020 | Alajuela   | Costa Rica     | Parque Viva            | Pandemia por coronavirus.            |
| 8 de abril de 2021   | Nueva York | Estados Unidos | Barclays Center        | Falta de disponibilidad de recintos. |
| 15 de abril de 2021  | Houston    | Estados Unidos | Smart Financial Centre | Falta de disponibilidad de recintos. |
| 21 de abril de 2021  | Tijuana    | México         | Estadio Caliente       | Pandemia por coronavirus.            |

## Músicos
Lista de músicos adaptada desde Clarín.
Soda Stereo
- Zeta Bosio - bajo
- Charly Alberti - batería

Banda de apoyo
- Fabian Quintiero - teclados
- Richard Coleman - guitarra y voz principal en "Hombre al agua"
- Roly Ureta - guitarra
- Simón Bosio - guitarra

Artistas invitados
- León Larregui - voz principal en "Disco eterno"
- Álvaro Henríquez - voz principal en "El Rito"
- Rubén Albarrán - voz principal en "Lo que sangra (La cúpula)"
- Julieta Venegas - voz principal en "Signos"
- Walas - voz principal en "Juego de seducción"
- Benito Cerati - voz principal en "Zoom"
- Adrián Dárgelos - voz principal en "Trátame suavemente"
- Draco Rosa - voz principal en "En remolinos"
- Andrea Echeverri - voz principal en "Pasos"
- Gustavo Santaolalla - voz principal en "Cuando pase el temblor"
- Mon Laferte - voz principal en "Un millón de años luz"
- Fernando Ruiz Díaz - voz principal en "Persiana americana"
- Juanes - voz principal en "Prófugos"
- Chris Martin - voz principal en "De música ligera"